# キアステン・ジリブランド
キアステン・ジリブランド ( Kirsten Elizabeth Rutnik Gillibrand, [ˈkɪərstən ˈdʒɪlɪbrænd] ( 音声ファイル), 1966年12月9日 - ）は、アメリカ合衆国の弁護士、政治家。ニューヨーク州選出のアメリカ合衆国上院議員（4期）。所属政党は民主党。
日本では「クリステン・ジリブランド」「キルステン・ジリブランド」、カーステン・ギリブランドとも表記される。

## 経歴

### 生い立ち
ニューヨーク州オールバニで育ち、ダートマス大学及びカリフォルニア大学ロサンゼルス校を卒業する。
大学卒業後はたばこ製造会社フィリップモリスの弁護士などを経て、ビル・クリントン政権末期にアメリカ合衆国住宅都市開発長官アンドリュー・クオモの特別弁護人として働く。2000年の連邦上院選挙ではニューヨーク州から立候補したヒラリー・クリントン陣営のスタッフとして若年層の女性有権者の対策にあたり、ヒラリー・クリントン個人とも親密な関係を築いた。

### 連邦下院議員
2006年にニューヨーク州第20選挙区から連邦下院議員選挙へ立候補して当選し、2008年の選挙でも前回を10ポイント近く上回る62.13%の得票率で再選される。
連邦下院議員時代は民主党内の保守派グループに所属し、同性婚の法制化は連邦レベルではなく州レベルで決定されるべきだと主張した。また、銃器購入者に関する省庁間の情報共有を制限する法案に賛成するなどしたため、全米ライフル協会から100点満点の政治家として評価されている。

### 連邦上院議員
2009年、ヒラリー・クリントンのアメリカ合衆国国務長官就任に伴うニューヨーク州選出連邦上院議員退任に伴い、ニューヨーク州知事デヴィッド・パターソンから後任の連邦上院議員に指名された。2010年の通常選挙でも得票率62.95%で連邦上院議員に選出され、2016年の選挙では前回を上回る得票率で再選した。

#### トランプ政権との確執
2017年1月20日に発足したドナルド・トランプ政権の国防長官にジェームズ・マティスを充てる信任投票では唯一反対票を投じた。
同年12月、トランプのセクハラ疑惑や性的暴行疑惑について取り上げ、議会は疑惑を調査すべきだと訴えた。これに対しトランプ側は、女性からの告発自体をフェイクニュースであるとして反論する。ジリブランドを「小物」で、民主党上院院内総務チャック・シューマーの腰巾着だとこき下ろした。これに対してジリブランド側も再反論し、事態は泥仕合の様相を見せた。
女性のセクハラ被害者を支援する「＃MeToo」運動の推進役としても全米の注目を浴びるが、左派勢力から人気の高かった民主党所属の連邦上院議員アル・フランケンに対する糾弾は裏切りともみなされた。

### 2020年大統領選挙
2019年1月15日、CBSのバラエティ・トーク番組『ザ・レイト・ショー・ウィズ・スティーヴン・コルベア』に出演し、2020年アメリカ合衆国大統領選挙に向けた民主党候補指名争いへの立候補を表明する。しかしながら支持率は伸び悩み、同年8月28日、指名争いからの撤退を表明した。